# Alejo Véliz
Alejo Véliz (Gödeken, 19 september 2003) is een Argentijns voetballer die doorgaans als aanvaller speelt. Hij verruilde Rosario Central in augustus 2023 voor Tottenham Hotspur.

## Clubcarrière
Véliz speelde tot zijn zestiende in de jeugd bij amateurverenigingen en werd in 2019 opgenomen in de jeugdopleiding van Rosario Central. Hiervoor debuteerde hij op 23 juli 2021 in het eerste elftal. Hij viel toen in de 82e minuut in voor Alan Marinelli tijdens een met 1–0 gewonnen wedstrijd in de Copa Sudamericana, thuis tegen Deportivo Táchira. Véliz mocht dat jaar ook vier keer invallen tijdens wedstrijden in de Primera División. Hij groeide in seizoen 2022 uit tot basisspeler bij Rosario Central. Hij maakte dat jaar acht goals, waaronder de winnende tegen Newell's Old Boys en beide doelpunten tijdens een 1–2 overwinning uit bij River Plate. Hij scoorde tijdens de eerste seizoenshelft van 2023 nog 11 keer in 23 wedstrijden
Véliz tekende in augustus 2023 een contract tot medio 2029 bij Tottenham Hotspur. Dat betaalde 15 miljoen euro voor hem aan Rosario Central.

## Interlandcarrière
Véliz nam met Argentinië –20 deel aan het WK –20 van 2023. Hierop scoorde hij in alle drie de groepswedstrijden.
1 Vicario ·
3 Reguilón ·
6 Drăgușin ·
7 Son  ·
8 Bissouma ·
9 Richarlison ·
10 Maddison ·
13 Udogie ·
14 Gray ·
15 Bergvall ·
16 Werner ·
17 Romero ·
18 Yang ·
19 Solanke ·
20 Forster ·
21 Kulusevski ·
22 Johnson ·
23 Porro ·
24 Spence ·
28 Odobert ·
29 Sarr ·
30 Bentancur ·
31 Kinský ·
33 Davies ·
37 Van de Ven ·
40 Austin ·
41 Whiteman ·
42 Lankshear ·
47 Moore ·
Coach: Postecoglou
· Assistent-trainer: Mason
· Assistent-trainer: Jedinak